# 청량산박물관
청량산박물관은 경상북도 봉화군에 있는 박물관이다.

## 연혁
- 1994년 부지확정(청량산집단시설지구 내)
- 1998년 건축공사 착공
- 2000년 건축공사 완료
- 2003년 전시시설공사 완료
- 2004년 3월 23일 박물관 등록(경북 제2호)
- 2004년 6월 11일 박물관 개관
- 2006년 박물관 연구총서 1집 발간 - 옛 선비들의 청량산 유람록1
- 2007년 괴담 배상열의 천문과 혼천의 책자 발간
- 2009년 박물관 연구총서 2집 발간 - 옛 선비들의 청량산 유람록2
- 2009년 10월 박물관 김생특별전 개최

## 관람 안내
- 관람시간: 09:00 ~ 18:00
- 휴관: 1월 1일, 매주 월요일(설날, 추석 연휴 기간 중의 월요일 제외)